# État libre d'Icarie
Pour des articles plus généraux, voir Histoire de la Grèce et Histoire de la Grèce depuis le XIXe siècle.
L'État libre d'Icarie est un état autoproclamé indépendant entre juillet et novembre 1912.

## Histoire
L'île d'Icarie (ou île d’Ikaría) a proclamé unilatéralement son indépendance de l'Empire ottoman le 17 juillet 1912, profitant d'une des guerres balkaniques qui accaparait l'attention des autorités ottomanes.
Durant cinq mois, Ikaria est un État indépendant, avec ses forces armées, son drapeau, ses timbres et son hymne.
À peine né, le nouvel État est devenu conquérant en annexant Fourni, une toute petite île située à côté d’elle. L’annexion s’est accomplie très simplement, Fourni ne possédant aucune garnison turque et la population étant enchantée de faire partie de l’État libre.
Ioannis Malahias (Ioannis Malachias (en)), médecin, a été le seul président de ce bref État.
Ce furent des mois difficiles, avec des pénuries alimentaires, un isolement maritime et le risque d'une agression italienne.
Le 28 octobre, une assemblée populaire proclame l'Énosis (union avec la Grèce).
La flotte grecque arrive dans l'île le 4 novembre 1912, pour soutenir la sécession et empêcher l'Italie de s'en emparer.
L'île est officiellement rattachée à la Grèce en juin 1913.

## Philatélie

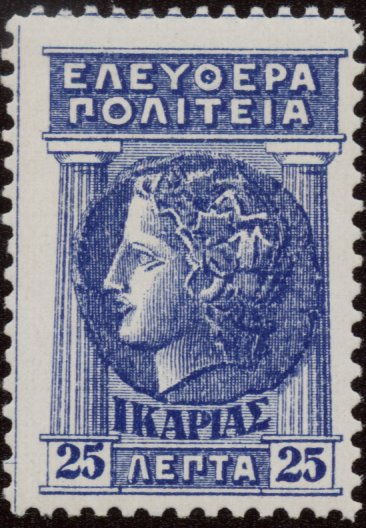
Timbre de 25 lepta émis par l’État libre d'Icarie.

Il y a eu des timbres au nom de l'État d'Icarie.